# Al Mahabishah (huyện)
Huyện Al Mahabishah là một huyện thuộc tỉnh Hajjah, Yemen. Đến thời điểm năm 2003, huyện này có dân số 50865 người